# روابط آفریقای جنوبی و عراق در جنگ ایران و عراق
بین سالهای ۱۹۸۴ تا ۱۹۸۶، دولت وقت آفریقای جنوبی مقدار قابل توجهی از مهمات عراق را برآورده می‌کرد. آفریقای جنوبی این کمکها را مخفیانه و از طریق بندر عقبه اردن انجام می‌داد. آفریقای جنوبی این مهمات را از طریق نفتکش‌هایی که نیمی از آن نفت بود و نیمی مهمات بود به عقبه می‌رساند. نفت‌کش‌های آفریقای جنوبی بعد از این تخلیه بار، به طرف بندر الحمدی کویت روانه می‌شدند و از این بندر نفت خام دریافت و به کشورشان بازمی‌گشتند. ایران در اکتبر ۱۹۸۷ موفق شد توسط موشکهای کرم ابریشم این پایانهٔ نفتی را منهدم کند و صادرات نفت عراق را از این اسکله متوقف سازد. بعد از آنکه عربستان سعودی خط لولهٔ جدیدی از شهر الزبیر عراق به شهر ینبع در ۳۵۰ کیلومتری ریاض احداث کرد، نفت‌کش‌های آفریقای جنوبی بارگیری نفت را از این بندر واقع در سواحل دریای سرخ ادامه می‌دادند.